# توان ششم
در حساب و جبر، توان ششم یک عدد مثل {\displaystyle n} (به انگلیسی: Sixth power) حاصل‌ضرب شش نمونه از {\displaystyle n} در یکدیگر است:
{\displaystyle n^{6}=n\cdot n\cdot n\cdot n\cdot n\cdot n}
توان‌های ششم را می‌توان به‌صورت ضرب یک عدد در توان پنجم آن، ضرب مربع یک عدد در توان چهارم آن یا با مکعب کردن یک مربع یا با مربع کردن یک مکعب نشان داد.
دنبالۀ توان‌های ششم اعداد صحیح، به‌صورت زیر است:
0, 1, 64, 729, 4096, 15625, 46656, 117649, 262144, 531441, 1000000, 1771561, 2985984, 4826809, 7529536, 11390625, 16777216, 24137569, 34012224, 47045881, 64000000, 85766121, 113379904, 148035889, 191102976, 244140625, 308915776, 387420489, 481890304, ... (دنباله A001014 در OEIS)